# Always Wanting You
 "Always Wanting You" é uma canção escrita e gravada pelo artista country americano Merle Haggard e The Strangers. Foi lançado em fevereiro de 1975 como o segundo single do álbum Keep Movin 'On  A música foi o vigésimo primeiro single de Haggard e The Strangers nas paradas dos EUA. Permaneceu no número #1 por duas semanas e passou um total de dez semanas no gráfico. Em 2004, "Always Wanting You" foi apresentado na estação de rádio K-Rose no videogame Grand Theft Auto: San Andreas.

## Conteúdo
Segundo as entrevistas, foi escrito para Dolly Parton, porque ele se apaixonou por ela enquanto gravava sua música "Kentucky Gambler", mas sabia que nunca poderia tê-la, pois ele e Parton eram casados com outras pessoas.

## Paradas musicais
| Gráfico (1975)                               | Posição |
| -------------------------------------------- | ------- |
| Estados Unidos (Billboard Hot Country Songs) | 1       |
| Canadian RPM Country Tracks                  | 3       |